# 505 Кава
505 Кава (505 Cava) — астероїд головного поясу, відкритий 21 серпня 1902 року у Гарвардській обсерваторії.